# 开江站
开江站，位于中华人民共和国四川省达州市开江县任市镇，是达万铁路上的火车站，建于2002年，2010年达万铁路进行电气化改造並新建站房，2013年1月26日恢复办理客运业务，由成都局集团管辖。

## 歷史
- 建于2002年。

## 車站周邊
- 开江县名都宾馆

## 外部連結
- 中国铁路客户服务中心 （页面存档备份，存于）